# Vienenburg (Henglarn)

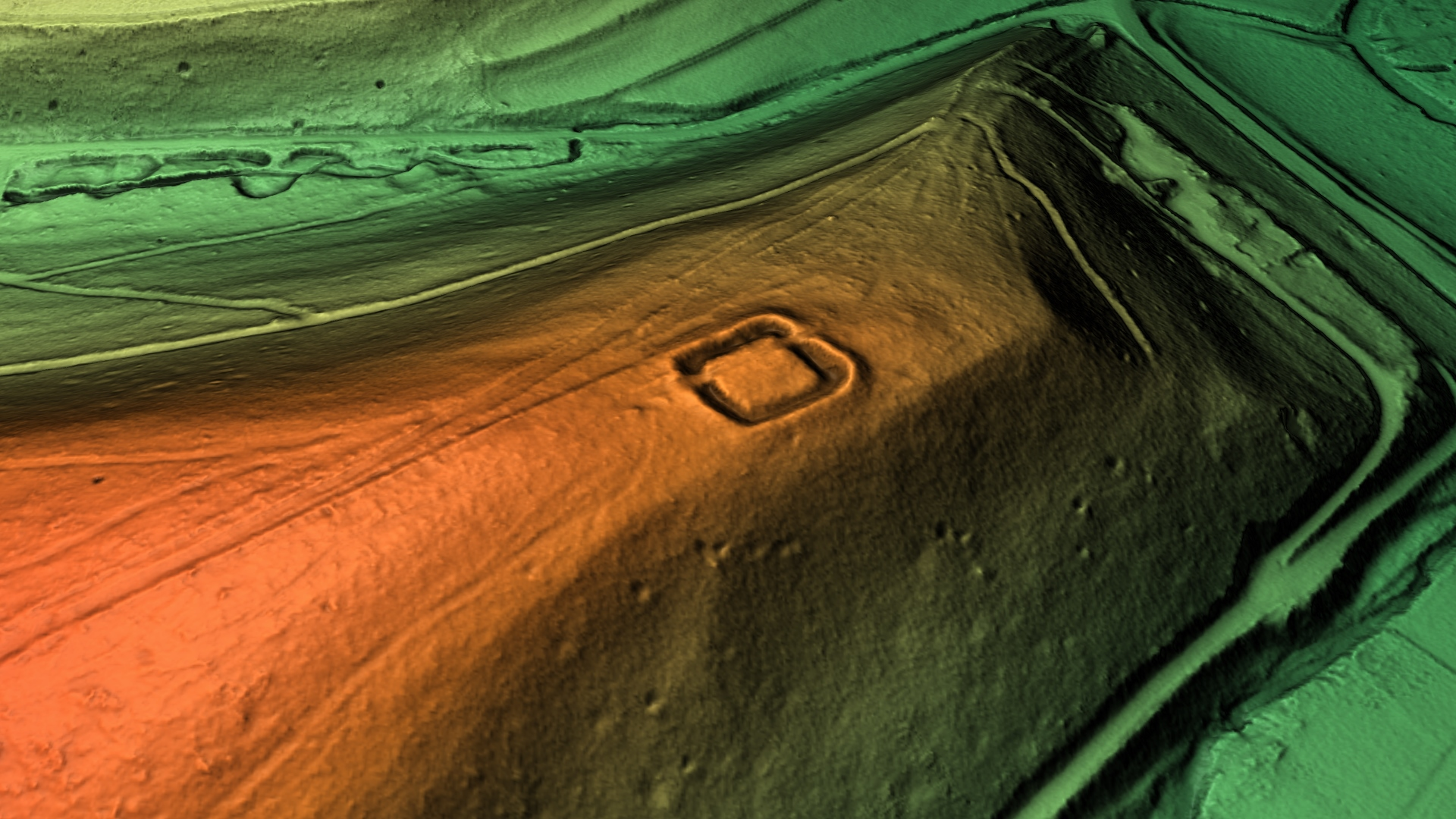
3D-Ansicht des digitalen Geländemodells

Die Vienenburg ist ein spätmittelalterlicher Burgstall, gelegen 1000 m nordwestlich von Henglarn, Stadt Lichtenau im Kreis Paderborn in Nordrhein-Westfalen, Bundesrepublik Deutschland.

## Lage
Die Burg war als Spornburg über dem Tal der Altenau geplant. Sie liegt auf 225 m ü. NHN.

## Geschichte
Die Edelherren von Büren verkauften in einer Urkunde vom 13. August 1384 ihre Hälfte der Herrschaft Wewelsburg an Bischof Simon II. von Paderborn. Zur vereinbarten Gegenleistung gehörte, dass der Bischof dem Simon von Büren „eyne borgh up dem Vyenberge“ errichten sollte. Es wird vermutet, dass die Edelherren von Büren um die Burg eine neue Herrschaft aufbauen wollten.
Die Burg sollte zwischen dem 13. August und dem 10. November 1384 oder zwischen Ostern und dem 23. Juni 1385 gebaut werden. Es ist nicht überliefert, dass die Edelherren von Büren zu Wewelsburg die ihnen durch den Vertrag zustehenden Möglichkeiten genutzt haben, bevor sie um 1410 ausstarben. Daher wird vermutet, dass die Vienenburg nie fertiggestellt wurde.

## Heutige Nutzung
Das Gelände der Vienenburg wird heute als Wald genutzt.

## Beschreibung
Die Anlage ist ungefähr quadratisch mit einer Seitenlänge von 24 m. Sie wird von einem in Plänerkalk eingetieften Graben umgeben, auf dessen Außenseite der Wall aufgeschüttet wurde. Sonst finden sich, abgesehen von einer flachen Mulde im Inneren, keine Spuren einer Bebauung.

## Geplante Ausführung
In der Kaufurkunde finden sich einige Angaben zur Gestalt der zu errichtenden Burg. Sie sollte einen Graben und zwei Bergfriede umfassen, aus Holz gebaut und 60 Fuß lang und breit sein. Als Bergfriede sollten die Türme neben dem Tor zu Neuhaus verwendet oder zwei jenen gleiche Türme aus Holz gebaut werden.